# Британское Того
Британское Того — мандатная территория Лиги Наций под управлением Великобритании. Фактически возникла в 1916 году. Официально оформлена в 1922 году; с 13 декабря 1946 подопечная территория ООН под тем же управлением. В 1956 году по результатам референдума Британское Того было включено в состав колонии Золотой Берег (через несколько месяцев ставшей независимым государством Гана).
Британское Того было образовано 27 декабря 1916 года на западной части территории Германской колонии Тоголенд, занятой английскими войсками в ходе Первой мировой войны. 20 июля 1922 года Великобритания получила мандат Лиги Наций на управление западной частью Того.
9 мая 1956 года, незадолго до предоставления Британией независимости Золотому Берегу, под эгидой ООН был проведён референдум о будущем Британского Того. 58 % избирателей проголосовало за присоединение к Золотому Берегу. Британское Того официально было присоединено к Золотому Берегу 13 декабря 1956 года, а 6 марта 1957 года Золотой Берег получил независимость и стал именоваться Ганой.
В настоящее время (2019) территория бывшего Британского Того входит в состав ганских областей Вольта, Оти, Северная и Верхняя Восточная области.